# Ganzenmarkt (Utrecht)
De Ganzenmarkt is een straat in het centrum van de Nederlandse stad Utrecht. 
Aan de westzijde begint de straat bij de Winkel van Sinkel aan de Oudegracht ter hoogte van de Stadhuisbrug. De straat loopt tot de Minrebroederstraat en Korte Minrebroederstraat. Een zijstraat van de Ganzenmarkt is de Schoutenstraat.
Vermoed wordt dat de rivier de Rijn vroeger langs de Ganzenmarkt liep. Vanaf de middeleeuwen verrezen hier bijzondere bouwwerken zoals stadskasteel Compostel, huis Pallaes, huis Keyserrijk met de stadswaag en een stadskraan met een overkluisd wed. Op de markt werd er gevogelte verhandeld. De kunstschilder Joost Cornelisz. Droochsloot wijdde rond 1615 een stadsgezicht aan de Ganzenmarkt en omgeving.
In 1935 werd de Ganzenmarkt aanmerkelijk vergroot in verband met de nieuwe uitbreiding van het stadhuis van de hand van architect Johannes Izak Planjer waarvoor de gehele zuidwand van het plein moest wijken.
Noemenswaardige andere gebouwen op de Ganzenmarkt zijn onder meer de Ubica-panden en Theater Kikker. Van 1908 tot 1982 was de winkel en fabriek van wetenschappelijke instrumenten J.C.Th. Marius hier gevestigd.

## Afbeeldingen

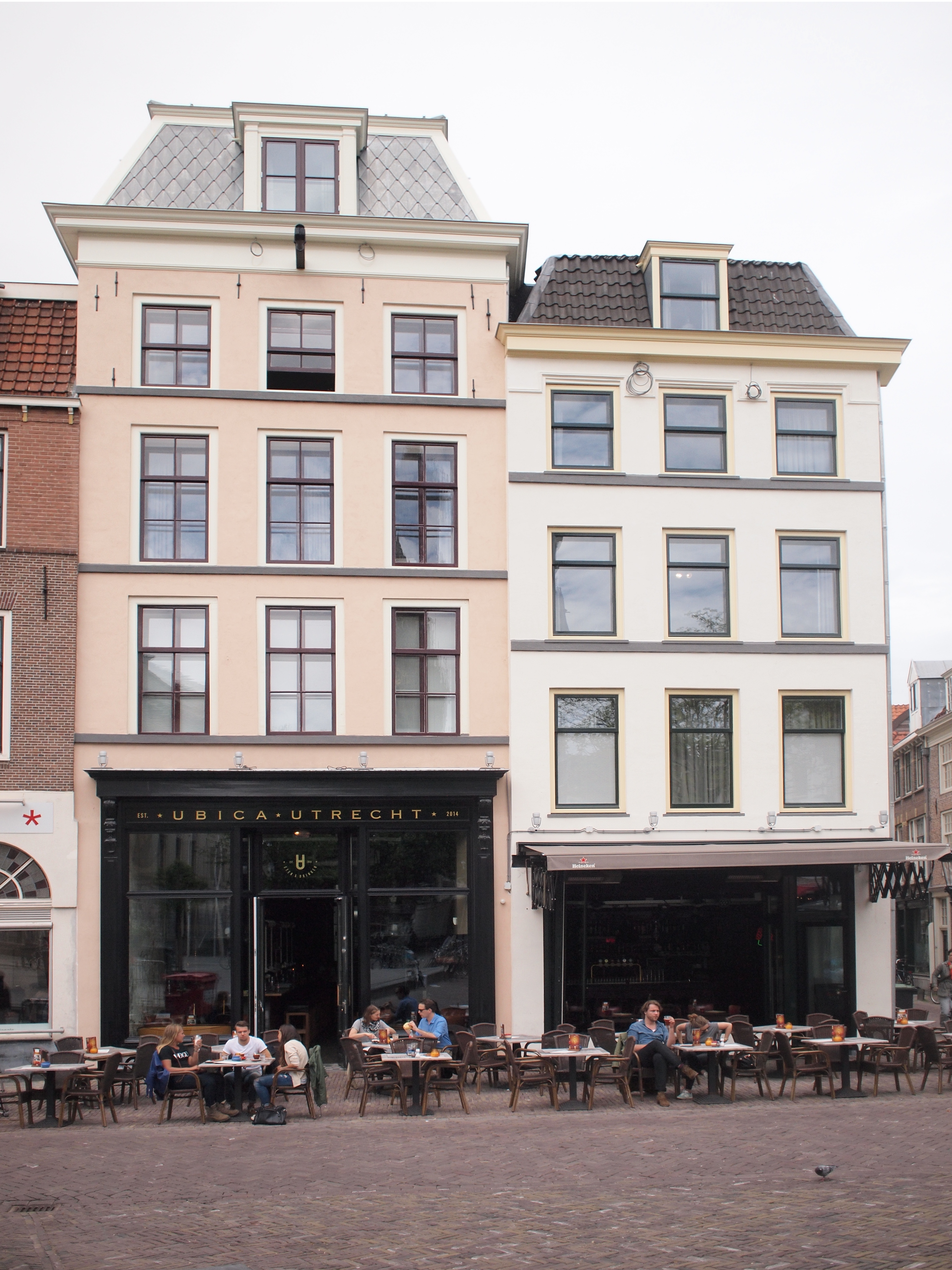
Ubica-panden
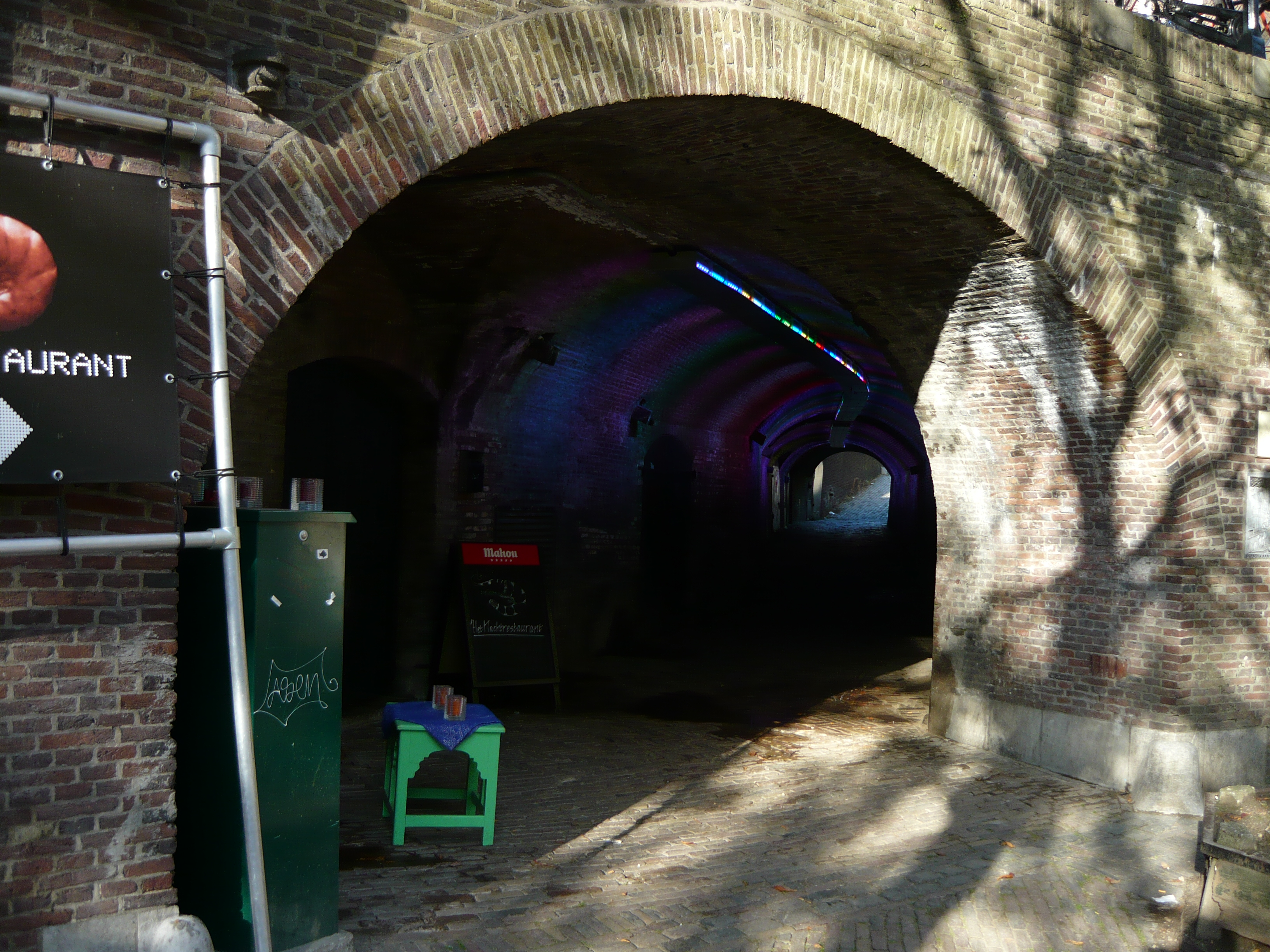
Wed aan de Ganzenmarkt gezien vanaf de werf aan de Oudegracht.
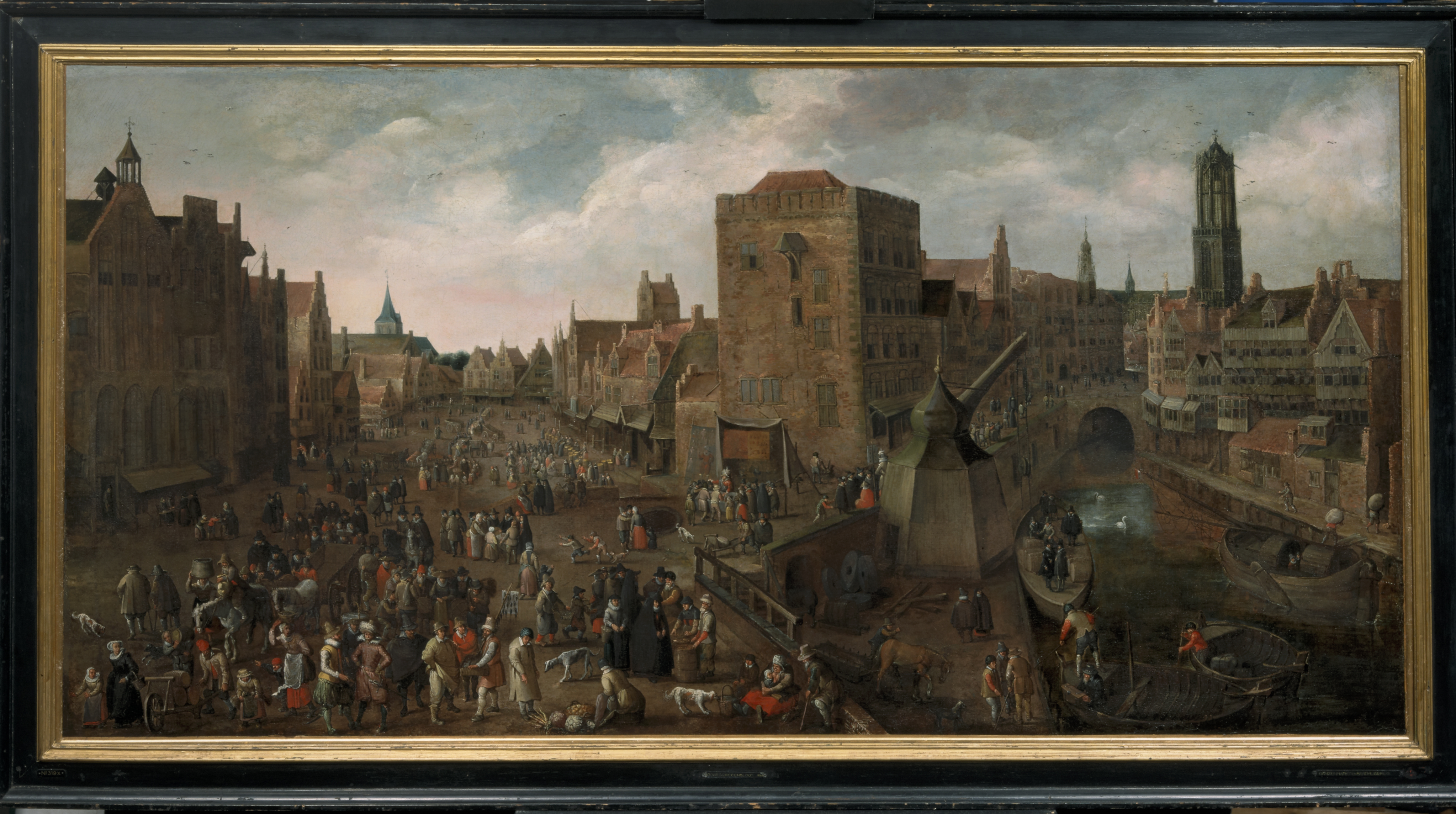
Gezicht op de Ganzenmarkt en de Stadhuisbrug te Utrecht van de Utrechtse kunstschilder Joost Cornelisz. Droochsloot (circa 1585-1666).
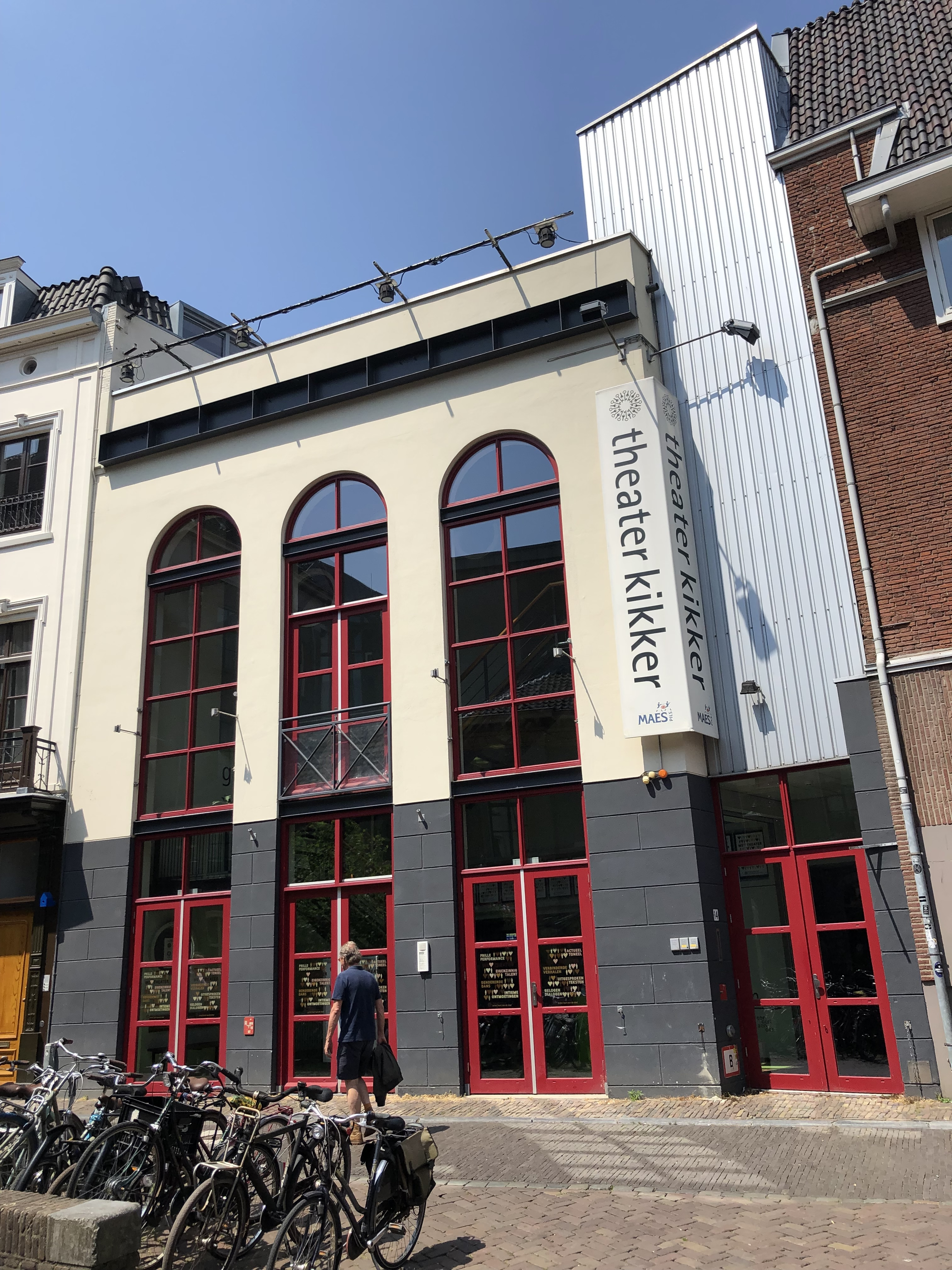
Theater Kikker, 2021 (foto door Hay Kranen)